# Museum Lindwurm

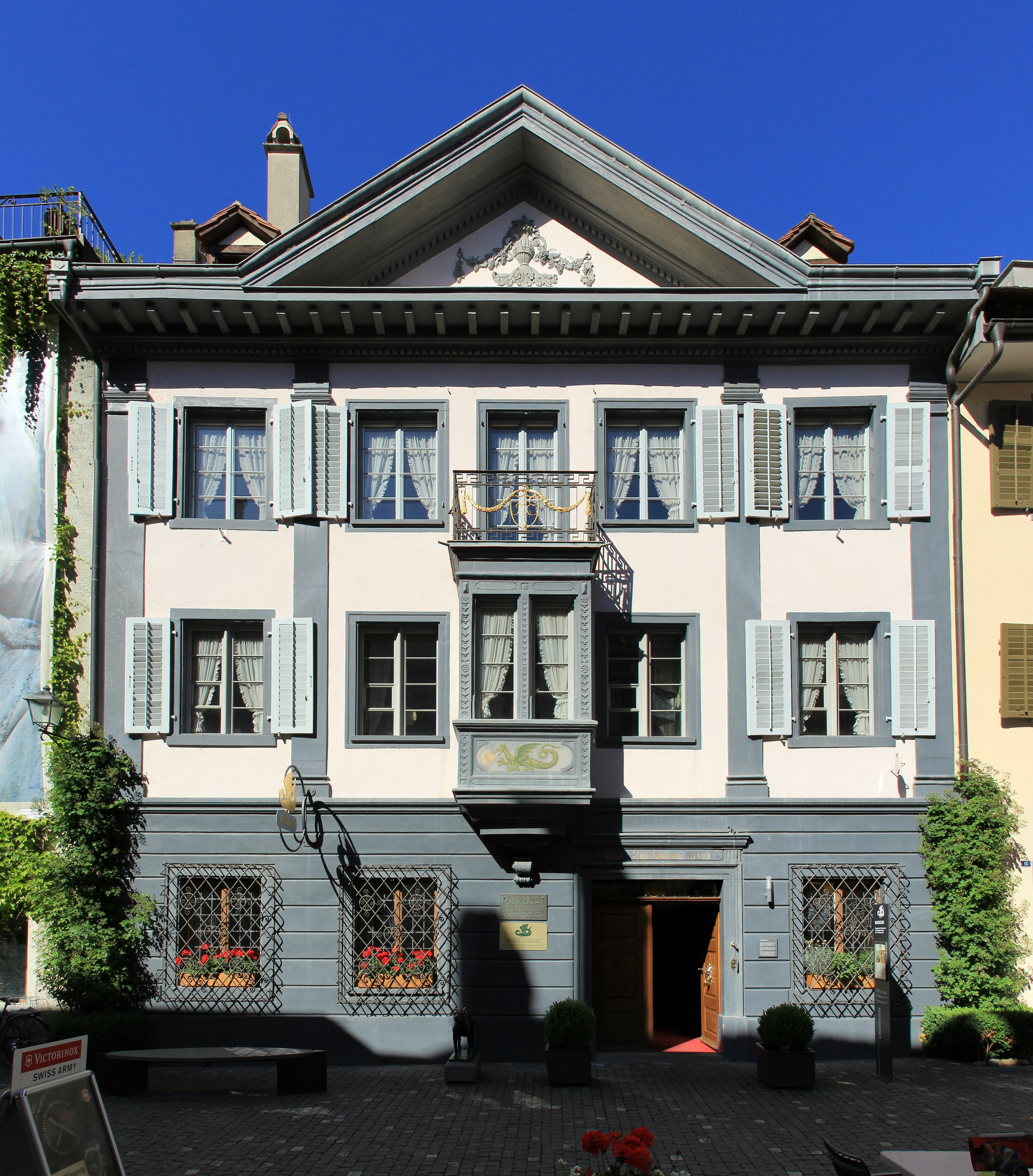
Museum Lindwurm, Fassade, 2011

Das Museum Lindwurm ist ein Heimatmuseum in der Altstadt von Stein am Rhein im Kanton Schaffhausen. Das Museum zeigt auf 1500 m2 bürgerliches Wohnen und landwirtschaftliches Arbeiten um 1850. Das Museum Lindwurm zählt neben der Artist in Residence Chretzeturm und dem Kulturhaus Obere Stube zu den Kultureinrichtungen der «Jakob und Emma Windler-Stiftung».

## Geschichte
Dendrochronologische Untersuchungen der Deckenlagen im Untergeschoss belegen, dass das Haus Lindwurm auf das Jahr 1279 zu datieren ist. Bevor es Hausnummern gab, hatten die Häuser Namen.  Lindwurm ist eine altertümliche Bezeichnung für Drachen.
1712 wurde das Hinterhaus als Stall und Wirtschaftsgebäude errichtet. Die klassizistische Fassade des Vorderhauses entstand 1819/1820.
1853 kam die Familie Gnehm in Besitz des Hauses Lindwurm. Robert Gnehm (* 1852 in Stein am Rhein; † 1926 in Zürich), der das Haus Lindwurm um 1900 erwarb, ist der bekannteste Vertreter der Familie. Seiner Tochter Marie Gnehm (1883–1944), einer ausgebildeten Ärztin, hinterliess er sein Vermögen, u. a. Sandoz-Aktien und das Haus Lindwurm. Die Geschwister Jakob und Emma Windler erbten von ihrer Cousine Marie Gnehm das Haus Lindwurm und einen Teil der Aktien. Sie sind die Begründer der Jakob und Emma Windler - Stiftung mit Sitz in Stein am Rhein. Dass Robert Gnehm das Haus kaum nutzte, höchstens als "heimatliches Ferienhaus", hat es, trotz teilweiser Vermietung, seinen Charakter des 19. Jahrhunderts weitgehend bewahren können.
Nachdem Jakob und Emma Windler das Haus geerbt hatten, wurde es 1947/1948 durch den Architekten Wolfgang Müller umgebaut. Dabei wurde die historische Bausubstanz nicht nur konserviert, sondern teilweise auch ergänzt, um einen Gesamteindruck der Zeit zu ermöglichen. Jochsäule, Rundbogen- und Renaissancetüren in der Eingangshalle haben deshalb keinen Originalstandort. Anfang der 1990er Jahre erfolgte die Umwandlung in ein Museum. Die Konzeption erstellte der Volkskundler Peter Bretscher. Es wurde 1993 eröffnet. Museumsleiterin war von 2014 bis 2019 die Gesamtleiterin der Kultureinrichtungen der Jakob und Emma Windler-Stiftung, Elisabeth Schraut. Seit Oktober 2019 ist Helga Sandl Leiterin des Museum und der Kultureinrichtungen der Jakob-und-Emma-Windler-Stiftung.

## Dauerausstellung
Das kulturhistorische Museum Lindwurm präsentiert auf 1500 m2 die Lebensform des «Ackerbürgertums», bürgerliches Wohnen im Vorder- und landwirtschaftliches Arbeiten im Hinterhaus mit einem Zeitschnitt um 1850. Die Konzeption verfolgte das Ziel, einen möglichst authentischen Eindruck zu erwecken, „so als ob die Bewohner das Haus gerade verlassen hätten“. Sorgfältig konzipierte Klein- und Kleinstszenen verfolgen das Ziel einer "hyperrealistischen Installation". Ziel ist nicht nur die konkreten Lebensumstände der früheren Bewohner zu vermitteln, sondern auch allgemeingesellschaftliche Entwicklungen dieser Zeit zu veranschaulichen.
Im Erdgeschoss liegen der Keller und die Waschküche. Im Vorderhaus befindet sich die Beletage mit einer zur Strasse hin orientierten Stube, einer Nebenstube, einem Wohnschlafraum und einer rückwärtsgelegenen Küche. Das 2. Obergeschoss weist ein Bügelzimmer und einen Empiresalon auf. Zum Haushalt einer bürgerlichen Familie im 19. Jahrhundert gehört auch ein eigenes Kinderzimmer mit Spielsachen. Dem Steiner Maler Hermann Knecht ist im Vorderhaus ebenfalls ein eigener Raum gewidmet. Auf dem Dachboden findet alles Platz was gerade nicht gebraucht wurde: Schlitten für Gross und Klein, aus der Mode gekommene Möbel und der Holzvorrat.
Im Hinterhaus befindet sich der Stall für einige Hühner, Kühe und Schweine. Die Gesindekammer, Getreideschütte und Wagenremise befinden sich ebenfalls im Hinterhaus.
Die Präsentation wird durch kulturhistorische Sonderausstellungen und Interventionen zeitgenössischer Kunst belebt und hinterfragt.

### Rundgang
- Erdgeschoss: Raum 1–4: Eingangshalle, Kontor (16. Jahrhundert), Keller (Eingangstor trägt Jahreszahl 1571, die Eichenstämme für die Deckenbalken wurde 1278/79 gefällt), Waschküche (Balkendecke von 1278/79), Gerberei (diente nur ca. 20 Jahre zu Beginn des 18. Jahrhunderts als Gerberei)
- Erstes Obergeschoss: Raum 5–11: Äußerer Korridor (Süd, Bauzustand von 1819/20), Stube (Einrichtung um 1819/20), Nebenstube, Innerer Korridor (vermutlich 1571 entstanden), Schlafzimmer, Küche (beim Umbau 1819/20 kaum verändert), Äußerer Korridor (Nord, Arbeitsraum der Mägde)
- Zweites Obergeschoss: Raum 12–19: Äußerer Vorplatz, Bügelzimmer, Kinderzimmer, Innerer Vorplatz, Ausstellungräume Familie Gnehm, Salon, Ausstellungsraum Hermann Knecht (zeigt 35 seiner Werke)
- Dachgeschoss: Estrich (zeigt Antiquitäten, Vorratswirtschaft und Rauchkammer des Hauses)
- Hinterhaus: Zweites Obergeschoss: Raum 21–24: Laube (1712 als Verbindung beider Häuser zweigeschossig neu erbaut), Gesindekammer, Gesindekammer (Spielzimmer), Raum für Wechselausstellungen
- Hinterhaus: Drittes Obergeschoss: Raum 25: Depot für landwirtschaftliche Geräte
- Hinterhaus: Dachgeschoss: Raum 26: Kornschütte
- Hinterhaus: Erstes Obergeschoss: Raum 27,28: Laube, Heustock
- Hof: Raum 29 ("Abtritt" und Schweinestall in der nordöstlichen Ecke unter der Laube)
- Hinterhaus: Erdgeschoss: Raum 30–32: Stall (Bohlenständerkonstruktion), Tenne, Remise (vollständig erhaltener Raum von 1712 mit gestampften Lehmboden)

## Sonderausstellungen
- 2018–2019 Bodensee und Rhein. Tourismuswerbung über Grenzen 1890–1950. Begleitpublikation: Elisabeth Schraut, Bodensee und Rhein. Tourismuswerbung über Grenzen, Stein am Rhein 2019.[5] Ausserdem hat das Schweizerische Nationalmuseum den Blogbeitrag über «Das emblematische Bodensee und Rhein-Plakat» von Elisabeth Schraut auf seiner Webseite veröffentlicht.[6]
- 2016–2017: Licht-, Luft- und Sonnenbaden. Badekultur um 1930.[7]

## Interventionen zeitgenössischer Kunst
- 2018: Susan Hefuna. Mapping Stein – Eine Intervention in 3 Akten.[8]
- 2017–2019: Parastou Forouhar. Das Gras ist grün, der Himmel ist blau, und sie ist schwarz... Mit Begleitpublikation.[9]
- 2016: Christina Kubisch. Brunnenlieder. Klanginstallation für einen Innenhof.

## Kunst am Bau
- 2022: Ulrich Vogl. Käscher[10]

## Veranstaltungen
Das Museum veranstaltet jedes Jahr die «Lindwurm-Lesereihe» mit renommierten deutschsprachigen Autoren.  Es beteiligt sich an der Museumnacht Hegau-Schaffhausen. Es nimmt seit 2016 am Internationalen Museumstag teil. Es bietet Führungen in sechs Sprachen an.

## Auszeichnungen
Das Museum Lindwurm wurde 1995 für seine besonders gelungene Museumskonzeption mit einem Sonderpreis als «Europäisches Museum des Jahres» ausgezeichnet.